# Schwung (Ski)
Der Schwung ist das grundlegende Bewegungsmuster beim Skifahren und Snowboarden, begrenzt auch beim Skilanglauf, und bezeichnet den Bogenwechsel, den der Schneesportler mit seinem Sportgerät fährt.
Die Fahrt quer oder schräg zum Hang nennt man Schrägfahrt. Die Schrägfahrt ist im Prinzip ein Bogen zum Hang mit sehr großem Radius. Der Bergski ist aus dieser Sicht der Innenski dieses langgezogenen Bogens. Die Fahrt in der Falllinie zum Tal nennt man Schussfahrt. Diese ist bogenneutral. Aus der Schrägfahrt oder aus der Schussfahrt zum Hang hin abzubiegen ist daher kein Bogenwechsel, also kein Schwung, sondern bloß ein Haltbogen. Erst der Bogenwechsel von einer Schrägfahrt (d. h. von einem Bogen zum Hang hin) in die Falllinie und darüber hinaus in die entgegen gerichtete Schrägfahrt ist ein Schwung.
Den eigentlichen Schwung des Skifahrens nennt man daher den Talschwung (Richtungswechsel in die Falllinie des Hangs und darüber hinaus), der Bergschwung ist bloß das Abschwingen in den Stand (gegen den Hang zum Stehenbleiben). Auf flachem Gelände spricht man allgemein vom Abschwingen für den Halt beim Skifahren.

## Grundlagen
Der Richtungswechsel beim Skifahren ermöglicht sowohl Geschwindigkeitskontrolle als auch Steuerung der Fahrt. Die Geschwindigkeit des Skifahrers wird unter anderem durch die Hangneigung bestimmt. Ein alpiner Schneesportler bewegt sich entsprechend der Hangabtriebskraft in Richtung Tal. Der Einfluss dieser einwirkenden Kraft kann vom Skifahrer beeinflusst werden, indem er seine Fahrt aus der Falllinie steuert. Die Fahrt in der Falllinie nennt man Schussfahrt. Hier wird auf der Fläche der Skier und nicht auf den Kanten gefahren. Jede Fahrt auf den Kanten ist, wegen der Taillierung der Skier, ein Bogen. So ist die Fahrt quer oder schräg zur Falllinie, die Schrägfahrt, im Prinzip ein Bogen zum Hang hin mit sehr großem Radius. Die Fahrt in der Falllinie, die Schussfahrt ist dagegen bogenneutral. Der Richtungswechsel aus der Falllinie heraus zu einer Fahrt quer oder schräg zur Falllinie ist noch kein Schwung. Der Schwung entsteht erst mit dem Bogenwechsel. Für den Schwung muss der Sportler das Sportgerät aus der Schrägfahrt zunächst in die Falllinie hinein- und dann wieder aus der Falllinie herausbringen. Für die Einteilung der Schwünge ist es wichtig zu beachten, dass die Schrägfahrt im Prinzip ein Bogen und dass der Bergski der Innenski dieses Bogens ist.
Das Ziel der Fortbewegung auf Skiern und Snowboards ist das Bewältigen von Situationen. Schnee, Gelände, die gewählte Spur und die Geschwindigkeit sind nur einige Faktoren, auf die der Skifahrer bei seiner Fahrt reagiert.

## Schwungtechniken im Skilauf
Beim Skifahren gibt es folgende grundlegende Schwungtechniken:

### Telemarkschwung
Der Telemarkbogen, der eigentlich kein Schwung, sondern bloß ein Bogen aus der Falllinie ist, war die historisch erste Technik. Dieser Bogen wurde von den Norwegern in zwei Formen gefahren. Beiden Formen ist gemeinsam, dass der bogenäußere Ski als Stemmski vorangestellt wird, während der bogeninnere Ski gerade läuft und nachgestellt wird. Das Knie des bogeninneren Beines wird dabei stark gebeugt. Beim nordischen Vorlage-Telemark ist der vorangestellte Stemmski belastet, während beim nordischen Kauer-Telemark der nachgestellte Innenski der belastete Fahrski ist. Heute werden auch Telemarkbögen zum Telemarkschwung aneinandergereiht, wobei bei diesem Telemarkschwung beide Formen des Telemarks miteinander kombiniert werden. Das Fahren des Telemarks wird durch fersenoffene Bindungen erleichtert, also dem Telemarken, beim Skilanglauf und beim Haltebogen nach der Telemarklandung beim Skispringen.

### Schlangenschwung
Der Schlangenschwung war der erste alpine Ski-Schwung.
Mathias Zdarsky aus Niederösterreich hat ihn in den 1890er Jahren entwickelt, nachdem er eine seitenstabile Skibindung konstruiert hatte.
Dem Schlangenschwung liegen drei zentrale Entdeckungen Zdarskys zu Grunde, die der norwegischen Technik widersprachen:
- Erstens, dass beim Einleiten des Schwunges (des Bogenwechsels) der belastete Fahrski mit Vorlage flach gestellt werden muss, damit er von der Schwerkraft vorne ins Tal gezogen werden kann.
- Zweitens, dass man, um dieses Flachstellen zu erreichen, sich von der Kante des Fahrskis abdrücken muss, um den Oberkörper nach vorne – mutig – auf die andere Seite der Skier (talwärts) kippen zu können, was auch das Flachstellen bewirkt.
- Drittens, dass im ungespurten Schnee der unbelastet nachgestellte Stemmski die Funktion hat, den Fahrski noch mehr in die Kurve zu drücken. Wird nämlich der unbelastete Talski nachgestellt ausgestemmt, dann wird der Fahrski (der Bergski), der aufgrund seiner Taillierung ohnehin einen Bogen bergwärts fährt, noch mehr bergwärts gedrängt, was den Bogenradius verkleinert.

Dieses Fahren mit belastetem Bergski in Stemmstellung (mit unbelastet nachgestelltem Talski) nannte Mathias Zdarsky das Stemmfahren. Das Fahren mit parallelen Skiern und belastetem nachgestellten Talski bezeichnete er dagegen als Schrägfahren.
Stemmt man nun im Schrägfahren den unbelasteten Bergski bergwärts nach hinten aus und stellt den Fahrski (den Talski) mit Körpervorlage flach, dann wird der belastete Talski von der Schwerkraft vorne talwärts gezogen und vom bergwärts ausgestemmten Bergski noch stärker in den Bogen hineingedrängt. Der Talski driftet dadurch auf der Kante der großen Zehe talwärts über die Falllinie und wird dann in einer neuen Stemmstellung zum belasteten Innenski (Bergski) des neuen Bogens. Dieser Bogenwechsel findet sich später auch im Reuel-Schwung (mit Wälzen des Körpers) und im Royal-Schwung (Königsschwung), der, wie der Bogenwechsel bei Zdarsky, mit Verwinden im Hüftgelenk des Fahrbeines gefahren wurde.
Mathias Zdarsky nannte seinen Schlangenschwung einen „raschen Stemmstellungswechsel während der Fahrt“. Es kommen also bei Zdarsky bereits zwei Arten des Bogenwechsels vor: einerseits der vom Bergski weg und andererseits der vom Talski weg. Wenn man – auf einer präparierten Piste, auf nur einem Ski fahrend – einen Bogen an den anderen reiht und dabei beim Wechsel vom Bogen auf der Kante der kleinen Zehe in einen Bogen auf der Kante der großen Zehe desselben Skis das freie Bein vorschwingt, beim darauffolgenden Wechsel vom Bogen auf der großen Zehe in einen Bogen auf der kleinen Zehe das freie vorne liegende Bein wieder zurückschwingt, dann kann man die beiden für den Schlangenschwung wesentlichen Kantenwechsel gut erkennen.
Der Kraftwechsel im Fuß verlangt vom Skiläufer mehr Mut, um die nötige Vorlage talwärts zu realisieren: Während man beim Telemark seitwärts auf die Außenschulter fällt, riskiert man in der Vorlage den Sturz nach vorne aufs Gesicht (den „Pappenstern“). Dies veranlasste Mathias Zdarsky, in seinem methodischen Lehrweg des Halbkreisschwunges (des Bogenwechsels von einer horizontalen Schrägfahrt in die gegengerichtete ebenfalls horizontale Schrägfahrt) das Problem zu vereinfachen:

In der Schrägfahrt (der Talski ist nachgestellter Fahrski) wird vorerst auf den Bergski umgestiegen und Stemmstellung eingenommen. Dann wird in der Stemmstellung das Bergbein gestreckt und der Körper neigt sich mit Vorlage talwärts, wodurch die Skier flachgestellt und die Spitzen zusammengeführt werden. Beide flachgestellten Skier driften nun in Winkelstellung talwärts in die Zwangsgrätschstellung, bei welcher der Körper frontal zum Tal schaut. Der Bergski hat in dieser Stellung im Driften talwärts bereits die Falllinie überquert und zeigt nun als neuer Außenski bereits in die neue Fahrrichtung. Der andere Ski (der ehemalige Talski) hat aber die Falllinie noch nicht überquert und steht noch in der alten Fahrrichtung quer zur Falllinie. Es wird daher nun auf den noch quer zur Falllinie stehenden und flachgestellten Ski umgestiegen und der bogenäußere nun unbelastete Ski ausgestemmt. Der Stemmstellungswechsel ist damit vollendet. Nun driftet der bogeninnere Ski vorne talwärts über die Falllinie. Der Skiläufer hat dadurch bereits jene Stemmstellung erreicht, von der heraus er vom belasteten Bergski weg den neuen Halbkreisschwung anschließen könnte. Will er dies nicht, dann lässt er die Skier zusammenlaufen und steigt zum Schrägfahren auf den Talski um.

Auf diese Weise entsteht, durch ständigen Stemmstellungswechsel während der Fahrt, der Schlangenschwung. Dieses Fahren in Vorlage war bis in die späteren 1970er die grundlegende Basis aller Schwungtechniken, dann wurde der Drehpunkt zunehmend auf den Hinterfuß verlagert, was nur mit Kunststoff-Schalenskischuhen möglich ist (bis dahin benutzte man den viel weicheren Lederskischuh), und auch die moderne Sicherheitsbindung voraussetzt.
Heute hat die Stemmstellung ihre den Bogen unterstützende Funktion verloren.
Es wird daher der Schlangenschwung nur mehr als Showeffekt realisiert. Er sieht dann, in der Hocke realisiert, wie ein rhythmischer Kosakentanz aus und hat verschiedene neue Namen bekommen, z. B. Klammerschwung. Die Zdarsky-Technik kann man auch mit paralleler Skiführung (ohne Ausstemmen) und heutigen Carvingskiern realisieren:

Steigt man dabei schon vor der Falllinie auf den neuen Innenski um und kantet nach kurzem Driften schon vor der Falllinie um, dann gelangt man in ein vertikales Carven vorerst in großem Bogen von der Falllinie weg. Driftet man dagegen am vorwiegend oder voll belasteten Innenski bis zur Falllinie, nimmt dann in dieser (in einer Schussfahrt) Fahrt auf und kantet erst dann um, dann kommt es zum horizontalen Carven, das (je nach Fahrgeschwindigkeit, Taillierung der Skier, Innenlage des Körpers und Erzeugen eines Reibungsfaktors durch bogenzentrales Greifen in den Schnee) zu einer Bogenfahrt bergwärts, bis zu einem vollen Kreis von 360 Grad, ausgebaut werden kann.

### Pflugschwung
Der Pflug ist eine einfache Technik, in der die Skier permanent V-förmig gehalten werden („Schneepflug“-Fahren; neuerdings für Kinder auch „Pizzaschnitte“ oder „Pizzastück“ genannt). Durch Lastwechsel von Tal- auf Bergski greifen dessen Kanten, der Skifahrer macht eine Kurve, der belastete Bergski wird zum Außenski und dann zum Talski.
Als Pflugschwung kann man das schnelle Aneinanderreihen von Pflugbögen bezeichnen. Man nennt dies auch Pflugwedeln, das zum Winkelspringen mit Hochentlastung ausgebaut werden kann. Das Pflugfahren führt zu ungünstigen Belastungen der Gelenke und ist lediglich bei geringen Geschwindigkeiten in flachem Gelände anwendbar. Heute ist der Pflug nur für Grundkurse in Verwendung, um das Spiel von Be- und Entlastung des Außen- und Innenskis kennenzulernen. Außerdem gewinnt der Skischüler über Verändern des Pflugwinkels ein Gefühl für den Zusammenhang von Kanteneinsatz und Geschwindigkeit sowie für die Rhythmik des Skifahrens.

### Stemmschwung (Stemmbogen, Kristianiaschwung)
Der Stemmbogen ist ein Bogen, in dem der nachgestellte Stemmski belastet ist, das heißt, dass der Bogen in Stemmlage am Außenski gefahren wird. Der Stemmski ist hier auch der Fahrski. Dieser Stemmbogen ist daher zu unterscheiden vom obengenannten Stemmfahren von Mathias Zdarsky, bei dem im Bogen der nachgestellte Stemmski in Stemmstellung unbelastet und der vorgestellte Innenski, im Schrägfahren der Bergski, der belastete Fahrski ist.
Der Stemmschwung ist der Bogenwechsel aus der Schrägfahrt (aus dem Bogen zum Hang) zur Falllinie hin in den gegensinnigen Stemmbogen. Der Sportler stemmt im Schrägfahren den unbelasteten kurveninneren Ski (den Bergski) zur Schwungauslösung aus (Bergstemme). Nach dem Belastungswechsel auf den ausgestemmten Bergski (nun der Fahrski) wird der nun unbelastete Talski (nun der kurveninnere Ski) wieder herangezogen (Ausstemmen–Beiziehen). Auch dieser Schwung ist nur mehr in der Skischule für die Didaktik in Gebrauch.
Der Kristianiabogen ist ein scharfer Haltebogen mit Innenlage. Aus der Stemmlage auf dem nachgestellten Stemmski (als Fahrski) wird der unbelastete Innenski beigezogen, vorangestellt und dann auch oder sogar voll belastet, was zum scharfen Abbremsen bzw. zum Halten führt.

### Parallelschwung
Beim Parallelschwung, auch Temposchwung genannt, gleitet der Sportler mit annähernd parallelen Skiern um die Kurven. Zunächst erfolgt während der Fahrt ein Abkanten der Ski (Verringerung des Winkels zwischen Ski und Piste) und infolgedessen ein Einwärtsdriften der Skispitzen talwärts. Dann wird durch ein Kippen des Körpers nach innen ein Kantenwechsel initiiert, gleichzeitig erfolgt eine Druckwirkung auf die Ski über die Bindung. Dadurch driftet der hintere Skiteil nach außen und vollendet die Kurvenfahrt. Zentrales Element des Parallelschwungs ist das gleichzeitige Drehen der parallel gehaltenen Ski und der Belastungswechsel auf den Außenski in der Falllinie. Der Stockeinsatz erfolgt zu Beginn der Skidrehung. Im Laufe der Zeit wurden Varianten mit extremem und solche mit geringem Stockeinsatz entwickelt. Dem Parallelschwung kann eine Hoch- oder Tiefentlastung vorangehen, dies ist auf präparierter Piste jedoch nicht erforderlich, da die eigentliche Schwungauslösung durch das Abkanten und Körperkippen bzw. eine Drehmomentreaktion („Hüftknick“) erfolgt.
Erfunden wurde der Parallelschwung durch den Seefelder Anton Seelos, der mit dieser innovativen Technik ab Anfang der 1930er Jahre bei Weltmeisterschaften triumphierte. Als Trainer für die deutsche und französische Nationalmannschaft legte er die Basis für deren Olympiasiege und Weltmeisterschaftstitel ab 1936.
Auch heute noch ist der Parallelschwung die grundlegende Technik für Steilhänge, Buckelpiste und Tiefschnee sowie für sofortiges Stoppen. In den 1980ern war als frühe Trendsportart kurzzeitig der Monoski populär, bei dem die Paralleltechnik insofern grundlegend war, weil man nur mehr mit Drift-und-Kantenwechsel-Spiel fahren kann.

### Umsteigeschwung
Der Umsteigeschwung ist in der Pflugmethode die Vorstufe des Parallelschwunges. Der Sportler unterstützt das Aneinanderreihen von Parallelschwüngen zum Kurzschwung durch ein Wechseln der Belastung auf den jeweiligen kurvenäußeren Ski (Umsteigen). Strenges Umsteigen erfolgt durch Abheben des unbelasteten Skis, wodurch Richtungssteuerung und Balance nur mehr über den Außenski möglich sind. Umsteigeschwung ist didaktisch die Vorbereitung auf den Parallelschwung, bei dem der Ski umbelastet wird, ohne ihn von Boden zu lösen. Stefan Kruckenhauser hat in den 1950er Jahren auf diesem Weg am Arlberg aus dem Aneinanderreihen von Pflugbögen (mit abdruckbetontem Umsteigen und über das Winkelspringen) das ästhetische Wedeln mit Beinspiel entwickelt.
In den 1970ern löste eine vom Parallelschwung ausgehende Umsteigetechnik das Wedeln im Slalomsport wieder ab, weil damit viel aggressiver gefahren werden kann und der Belastungswechsel auf den Außenski durch simples Anheben des Innenski viel schneller erfolgt als durch Rumpfbewegung. Dieses Umsteigen erfolgt nicht mehr aus der Pflugtechnik, sondern der Paralleltechnik und erfordert ein exaktes Umsetzen, präzisen Kanteneinsatz und wegen der Belastung ausschließlich des Außenbeines viel Kraft – in der Ausführung macht der Schwung im Umsetzen einen Knick, vom Radius des Innenskis auf den neuen des umgesetzten Außenskis. Bis zur Umstellung auf das Carving war der Umsteiger Stand der Renntechnik.
Auch beim Carving kann der Belastungswechsel durch Anheben des Innenskis, also durch Umsteigen, eingeleitet oder beschleunigt werden.

### Scherumsteigen
Einem anderen Prinzip folgt das Scherumsteigen, wo vorerst im Bogen auf den Bergski umgestiegen wird, um dann, wie beim Zdarsky’schen Schlangenschwung, vom Bergski weg, mit einem Einbeinschwung den Bogenwechsel zu realisieren. Beim Scherumsteigen, das nach dem Prinzip von Mathias Zdarsky und nicht nach dem Pflugprinzip gefahren wird, handelt es sich daher um keinen Umsteigeschwung, sondern um einen Innenskischwung, der ganz ähnlich gefahren wird, wie er heute im modernen Skirennsport mit Carvingtechnik dominiert.

### Wedeln
Das Wedeln galt als hohe Kunst des Skifahrens in den 1970ern bis zum Aufkommen des Carvens. Mit dem rhythmischen Aneinanderreihen des von Hannes Schneider entwickelten Stemmkristiania versuchte man in den 1920er Jahren am Arlberg, sich dem Schlangenschwung nach Zdarsky anzunähern. Dieses entwickelte rhythmische Schwingen wurde tirolerisch Wedeln genannt. In seiner 1933 im Rowohlt Verlag in Berlin erschienenen bebilderten und gereimten Ski Fibel schreibt Hubert Mumelter: „Den Stemmkristiania veredeln die Arlberger noch im ‚Wedeln‘. Vor allem dient er zum Slalom, wie man benennt im Ski-Idiom.“
Paralleles Wedeln, also direkt aneinandergesetzte Kurzschwünge mit ruhig gehaltenem Oberkörper auf Basis des von Toni Seelos erfundenen Parallelschwungs wurden von Skirennläufern bereits Anfang der 1950er gefahren, wenn die Kurssetzung es verlangte. Dies kann als stilistischer Vorläufer dessen angesehen werden, was später als „Hohe Schule des Wedelns“ bezeichnet wurde.
In den 50er Jahren hatte der am Arlberg wirkende Ski-Ästhet Stefan Kruckenhauser, der häufig als Erfinder des Wedelns genannt wird, in der von ihm geleiteten Skilehrerausbildung bereits das Wedeln aus dem Pflugwedeln entwickelt. Dabei wird der Pflug-Wechsel vorerst durch einen besonders starken Abdruck vom jeweiligen Außenski in ein Winkelspringen, von einem Außenski auf den anderen Außenski, übergeführt. In der nächsten Phase wird dann darauf geachtet, dass während der Hochentlastung das kommende Landebein – in einer Art Schrittwechsel – in der Luft nach hinten zurückgeführt wird, wodurch dann beim Landen ein Verwinden im Hüftgelenk des Landebeines entsteht – weil ja die bogenäußere Schulter im Bogen-Wechseln immer vorgedreht wird, wodurch der Oberkörper dann immer frontal ins Tal schaut. Die Skier wechseln also – unter einem scheinbar bewegungslos ruhenden Oberkörper – unter dem Körper wie ein Scheibenwischer von einer auf die andere Seite. Im Bogen selbst ist daher dann immer der bogeninnere Ski, die bogeninnere Hüfte und die bogeninnere Schulter vorne.
Die Fersen werden dagegen im Bogen nach bogenaußen gedrückt, während die bogenäußere Hüfte im Verwinden nach hinten bogeneinwärts zur Piste drückt. Das Gegenverwinden aus einem verwundenen Hüftgelenk heraus wurde dann als Beinspiel bezeichnet.
Der Schritt zum eigentlichen Wedeln (im Parallelschwung) wird dann vollendet, indem beide Skier immer zusammengehalten werden, und in der Hochentlastung dann nur mehr ein kleiner Schrittwechsel (mit: „halber Schuh vor!“) realisiert wird. Die Stöcke schwingen nur locker mit und markieren mehr den Drehpunkt, als dass sie dem Abstützen dienen. Insgesamt entsteht so ein trotz der hohen Schwungfrequenz extrem ruhiges und elegantes, kraftfreies und entspanntes Fahrbild, das seine Drehenergie und die Kontrolle der Fahrtgeschwindigkeit aus dem Hinundherschwingen selbst gewinnt. Neben dem freien Fahren hat der Stil auch den alpinen Renn-Slalom enorm weiterentwickelt.
Der Schweizer Josef Dahinden hat dann mit seinem rumpfverwindenden Mambo das Arlberger Wedeln weiterentwickelt, da mit dem Mambostil eine schnellere Frequenz als mit dem Beinspiel erreicht werden konnte.

### Umspringen
Umspringen ist eine Technik für schweres Gelände, beide Ski werden frei im Sprung parallel umgesetzt und müssen beim Landen sofort korrekt belastet werden. Unterstützung durch Doppelstockeinsatz, daher ist Umspringen auch aus dem Stand heraus möglich. Verwendet wird die Technik, unabhängig vom Material, im freien Gelände, also Tourenskilauf, Variantenfahren und Extremskifahren.

### Jetschwung (Hotdogging)
Der Jetschwung ist eine Schwungtechnik des Buckelpistenfahrens der 70er, extreme Belastung des Ski-Endes durch Rücklage in fast sitzender Haltung. Der Skifahrer dreht nicht mehr über das Skizentrum in Bereich der Bindung, sondern nur mehr die Ski-Enden. Es gibt keinerlei Last- und Kantenwechsel im Schwung, die Kraft für den Schwung kommt daraus, vor dem Umlenken vom Ski in die Höhe katapultiert zu werden. Die Rhythmik kommt aus der Wedeltechnik, nimmt durch die Buckelpiste aber enormes Tempo an. Außerdem kommt man erstmals wieder vom Fahren in der Vorlage ab. In der Zeit, als diese Schwungtechnik modern war, erreichten die Schäfte der Schischuhe mit der Jetstütze am Waden eine Höhe bis knapp unter dem Knie. Extremer Doppelstockeinsatz war üblich, sodass teilweise auch nur mehr umgesprungen wird.
Daraus, dass dann auch Sprungfiguren im Schwung möglich sind, entwickelt sich in den 80ern das Trickskifahren zuerst auf der Piste, daraus dann das Skiballett und das Fahren in der Halfpipe, wo die Kraft aus den Pipeflanken gewonnen wird. Darum geht der Name Hotdogging (‚[Fahren wie ein] heißer (wilder) Hund‘), das ursprünglich extrem artistisches Buckelpistenfahren meinte, auf das ganze moderne Freestyle-Skiing im Allgemeinen über.

### Carving
Der Carving-Schwung ist eine aus dem (vor allem im Rennsport eingesetzten) auf der Kante geschnittenen Schwung entstandene Technik des Kurvenfahrens mit paralleler Skiführung, bei der durch stärkere Vor- und Innenlage das Querstehen der Skier zur Fahrlinie (Driften) durch schneidendes Fahren auf der Kante verhindert wird. Dadurch fällt die Bremswirkung des Driftens auch bei Kurzschwüngen weg. Voraussetzung dafür ist eine Taillierung der Ski (Verjüngung im Mittelteil), speziell für diese Technik konzipierte Modelle werden Carving-Ski genannt. Die Carving-Technik ist im Breitensport nur für glatt präparierte Piste mit mäßigem Gefälle geeignet, da schon bei mittlerer Hangneigung schnell große Geschwindigkeiten erreicht werden.
Äußerliche Kennzeichen beim Carving sind eine mindestens schulterbreite Skiführung, starkes Aufkanten (Schrägstellen) der Ski und insbesondere bei langen Radien das Verlagern des Körperschwerpunkts zur Kurvenmitte (nach innen lehnen), ähnlich wie beim Motorradfahren. Im Schwung werden Innen- und Außenski etwa gleich stark belastet und es wird ständiger Bodenkontakt beider Ski angestrebt. Ein Stockeinsatz erfolgt dabei im Prinzip nicht: Die Stöcke können eingesetzt werden, der Rhythmus wird jedoch wesentlich durch den Steuerdruck auf die Ski bestimmt. Durch dieses Pendeln der Beine unter dem Oberkörper ähnelt Carven vom Bewegungsablauf dem Wedeln, ist skitechnisch aber vollkommen anders. Belastungsfehler in der Paralleltechnik führen zum Sturz hangabwärts aus der Kurve, beim Carving hangaufwärts in die Kurve.
Während in der ersten Generation der Carver noch die Skitaillerung den Kurvenradius bestimmte und für jeden Fahrstil ein eigener Ski notwendig war, reagieren moderne Carver, die viel mehr Elastizität und Spannung haben, auf Krafteinsatz und Seitenlage mit verändertem Kantenradius. Dadurch haben sich in den letzten Jahren im Rennsport extreme Innenlagen entwickelt und zunehmend fährt man den Schwung wieder – wie in den Anfangsjahren des Skilaufs – nur mehr am Innenski, während der Außenski speziell im Kurvenansatz und -ausgang belastet wird. Beim Kurzschwung-Carven wird der Rebound (Entlastung der Ski am Schwungende durch die starke Taillierung) genutzt, um den nächsten Schwung einzuleiten. Dieses kraftabhängige Ausnutzen der Skispannung hat zu den spektakulären „Katapultstürzen“ geführt, von denen etwa der von Hermann Maier bei den Olympischen Winterspielen 1998 bekannt wurde.

### Reuelschwung (Einbeinschwung vom Außenski-Bogen auf den Innenski-Bogen)
Der Reuelschwung weicht von den vorgenannten Schwüngen ab. Er wurde von dem Eisläufer Fritz Reuel erfunden, der die Prinzipien des Eislaufens auf das Skilaufen übertragen wollte. Es handelt sich dabei um einen Schwung aus der Schrägfahrt (aus einem Bogen zum Hang) heraus. Der Reuelschwung ist kein Umsteigeschwung, sondern ein Einbeinschwung. Er wird prinzipiell vom belasteten Außenski (vom Talski) weg gefahren. Der unbelastete bogeninnere Bergski wird dabei nach vorne talwärts geschwungen, wodurch dann der ganze Körper talwärts in den neuen Bogen hineinwälzt.
Dieser neue Bogen ist dann ein Innenski-Bogen. Der Reuelschwung ist daher als Einbein-Schwung ein Wechsel von einem Außenski-Bogen auf einen Innenski-Bogen desselben Skis.
Dieser Schwung wurde später in Amerika (von österreichischen Skilehrern) statt mit Wälzen mit Verwinden gefahren, also nach dem Prinzip des Schlangenschwunges von Mathias Zdarsky. Dabei wurde der unbelastete Bergski (der bogeninnere Ski) nach hinten zur Standwaage geführt. Dieser ästhetische Schwung wurde in Amerika Royal-Schwung (Königs-Schwung) genannt, was dann vielleicht wegen der Klangähnlichkeit der beiden Wörter in Europa fälschlich als Reuelschwung bezeichnet und dann mit diesem verwechselt wurde. Es kann aber auch sein, dass die österreichischen Skilehrer in den USA irrtümlich meinten, einen Reuelschwung zu fahren und die Amerikaner Royal-Schwung verstanden.
Dieser Schwung, der relativ schwer zu fahren ist, spielt skitechnisch nur eine spielerische Rolle, ist aber zentrales Element im Trickskifahren und Skiballett. Durch das Carven erlebt er eine Renaissance, weil sich die Carver viel besser für Innenski-Bögen eignen als der klassische untaillierte Ski des 20. Jahrhunderts.
Als Erfinder des Reuels im Sinne von Royal-Schwung wird der Arlberger Othmar Schneider genannt.

### Charleston-Schwung
Während man beim Reuel im Sinne von Royal-Schwung den unbelasteten Ski schräg hinter dem Körper kreuzt, wird beim Charleston-Schwung der Außenski bei geschlossenen Skispitzen hinten nach außen abgespreizt. Bei schnellem, wedelähnlichem Ablauf mit hochentlastendem Umspringen ähnelt dieser Schwung der Bewegung beim Charleston, einem Tanz.

## Schwungtechnik beim Snowboarden
Die Snowboardschwünge folgen dem Prinzip des Parallelschwunges und des Carvens, der Innen-Außen-Skiwechsel reduziert sich auf Innen-Außen-Kantenwechsel. Dafür gibt es durch die Körperhaltung quer zur Fahrtrichtung einen Frontturn und einen Backturn, je nach Körperhaltung (Regular/Goofy) also jeweils alle Links- oder Rechtsschwünge.